# سی‌ان‌اچ
سی‌ان‌اچ (به انگلیسی: CNH) شرکت صنایع سنگین هلندی-آمریکایی بود، که در زمینه طراحی و ساخت ماشین‌آلات کشاورزی، ماشین‌آلات ساخت‌وساز و ارائه خدمات مهندسی کشاورزی، فعالیت می‌نمود.
شرکت سی‌ان‌اچ در سال ۱۹۹۹ از ادغام شرکت‌های نیو هلند و کیس کورپوریشن راه‌اندازی شد. این شرکت در سال ۲۰۱۳ توسط شرکت صنایع فیات خریداری گردید و به شرکت سی‌ان‌اچ اینداستریال تغییر نام داد. شرکت سی‌ان‌اچ دارای ۳۷ کارخانه تولیدی بود و محصولات خود را از طریق شبکه‌ای از ۱۱٫۵۰۰ نمایندگی فروش در ۱۷۰ کشور جهان عرضه می‌داشت.
دفتر مرکزی این شرکت در شهر آمستردام، هلند قرار داشت و سهام آن در بازار بورس نیویورک معامله می‌شد.